# Berlin-Spandauer Schifffahrtskanal
Der Berlin-Spandauer Schifffahrtskanal (BSK; ehemals Hohenzollernkanal; Spandauer Canal; Spandauer Schiffahrtskanal) verbindet auf einer Länge von zwölf Kilometern die Flüsse Spree und Havel. Der Kanal ist eine Bundeswasserstraße und liegt vollständig auf Berliner Stadtgebiet. Von der Spree bis zur Schleuse Plötzensee zählt er zur Wasserstraßenklasse III, von dort bis zur Havel zur Klasse IV. Rechtlich gehören zum BSK auch die Bundeswasserstraßen Westhafen-Verbindungskanal und Westhafenkanal mit Charlottenburger Verbindungskanal. Zuständig für die Verwaltung ist das Wasserstraßen- und Schifffahrtsamt Spree-Havel.

## Name
Viele Berliner und Touristen kennen den Berlin-Spandauer Schifffahrtskanal unter dem Namen Hohenzollernkanal. So steht er auch in topografischen Karten, bis kurz vor dem Jahr 2000 auch in mehreren Stadtplänen, darunter auch der Online-Plan von www.berlin.de. Im Portal von Geoinformation Berlin ist der ältere Name in Klammern hinter den amtlichen gesetzt: „Berlin-Spandauer Schifffahrtskanal (Hohenzollernkanal)“.

## Verlauf
Der Kanal zweigt an einem Spreebogen am Kilometer 14,5 der Spree-Oder-Wasserstraße in nördlicher Richtung von der Spree ab und öffnet sich kurz nach seinem Beginn, auf Höhe des Hauptbahnhofs, zum Humboldthafen. Von dort aus führt der Kanal weiter in nördlicher Richtung, an der Europacity entlang, am Bundeswehrkrankenhaus vorbei, durch den Nordhafen, vorbei am Kraftwerk Moabit zum Westhafen, dann in westlicher Richtung durch die Jungfernheide und mündet schließlich am nördlichen Ende des Spandauer Sees in die Havel ein (bis zum Jahr 1914 in den Tegeler See). Dem Ausgleich von Wasserstandsunterschieden zwischen Spree und Havel dient die Schleuse Plötzensee. Sie teilt den Kanal in eine fünf Kilometer lange Spreehaltung und eine sieben Kilometer lange Havelhaltung.
Zwischen dem Westhafen und der Spree ist das Befahren des BSK mit Sportfahrzeugen untersagt.

## Geschichte
Die damals Spandauer Canal genannte Wasserstraße wurde zwischen 1848 und 1859 nach Planungen von Peter Joseph Lenné angelegt. Der Verkehr zwischen Berlin und den östlichen Landesteilen Preußens in Richtung Finowkanal sollte erleichtert werden. Die nun vorhandene direkte Kanalverbindung verkürzte den Weg um etwa sechs Kilometer, da sie den stark gewundenen Unterlauf der Spree umgeht. Die südliche Anfangsstrecke des Kanals folgte dem Lauf des Charitégrabens, dem spreenahen Teil des Schönhauser Grabens. Beim Nordhafen wurde eine Einmündung des Schönhauser Grabens geschaffen. Noch 1825 bog der Schönhauser Graben in Höhe des heutigen Nordhafens aus Südwest nach Südost zum Unterbaum an der Spree ab. Aber bereits auf der Karte von 1842 befindet sich eine Zuführung in den Humboldthafen zur Spree, während die alte Führung des Schönhauser Grabens (zum Unterbaum) zwar noch existiert, aber wohl nicht mehr genutzt wurde. In den Jahren 1891/1892 wurde die Spreehaltung für größere Schiffe ausgebaut.
Beim Bau des Großschiffahrtweges Berlin–Stettin für größere Schiffsabmessungen in den Jahren 1906 bis 1914 wurde die Havelhaltung miteinbezogen. So wurde die Schleuse Plötzensee zu einem Anfangspunkt des Großschiffahrtweges. Mit der Eröffnung am 17. Juni 1914 änderten sich auch die Bezeichnungen. Weil der gesamte Kanal zu drei Viertel auf dem Gebiet der damals noch selbstständigen Stadt Spandau lag, hieß er bis 1914 Spandauer Schiffahrtkanal. Während nun die Havelhaltung des Kanals 1914 den Namen Hohenzollernkanal erhielt, wie ihn Kaiser Wilhelm II. dem  Großschiffahrtweg bis Hohensaaten gegeben hatte, verblieb die Spreehaltung überwiegend auf Berliner Gebiet und bekam deshalb die Bezeichnung Berlin-Spandauer Schiffahrtkanal.

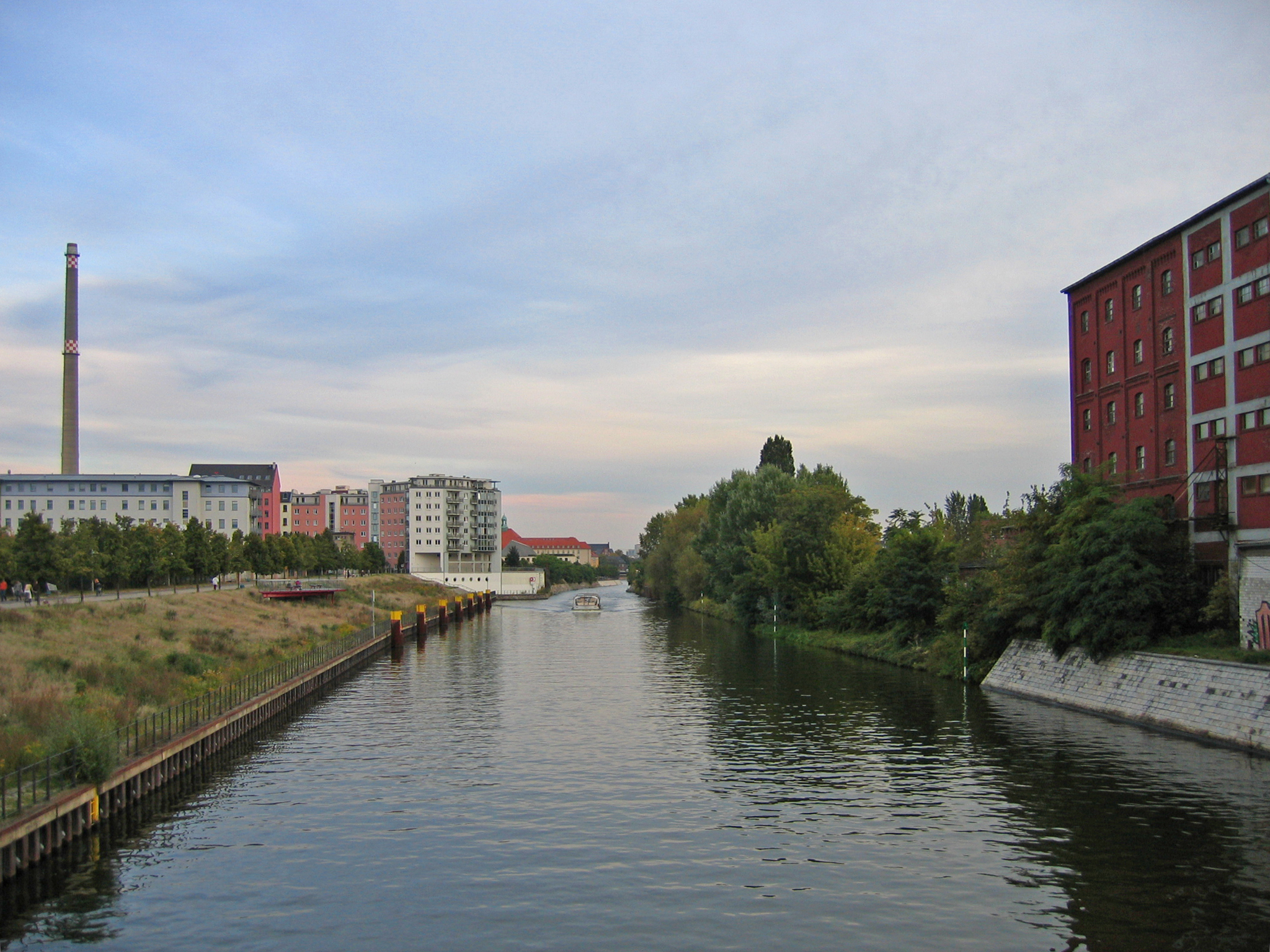
Blick in südlicher Richtung auf den Kanal von der Kieler Brücke aus

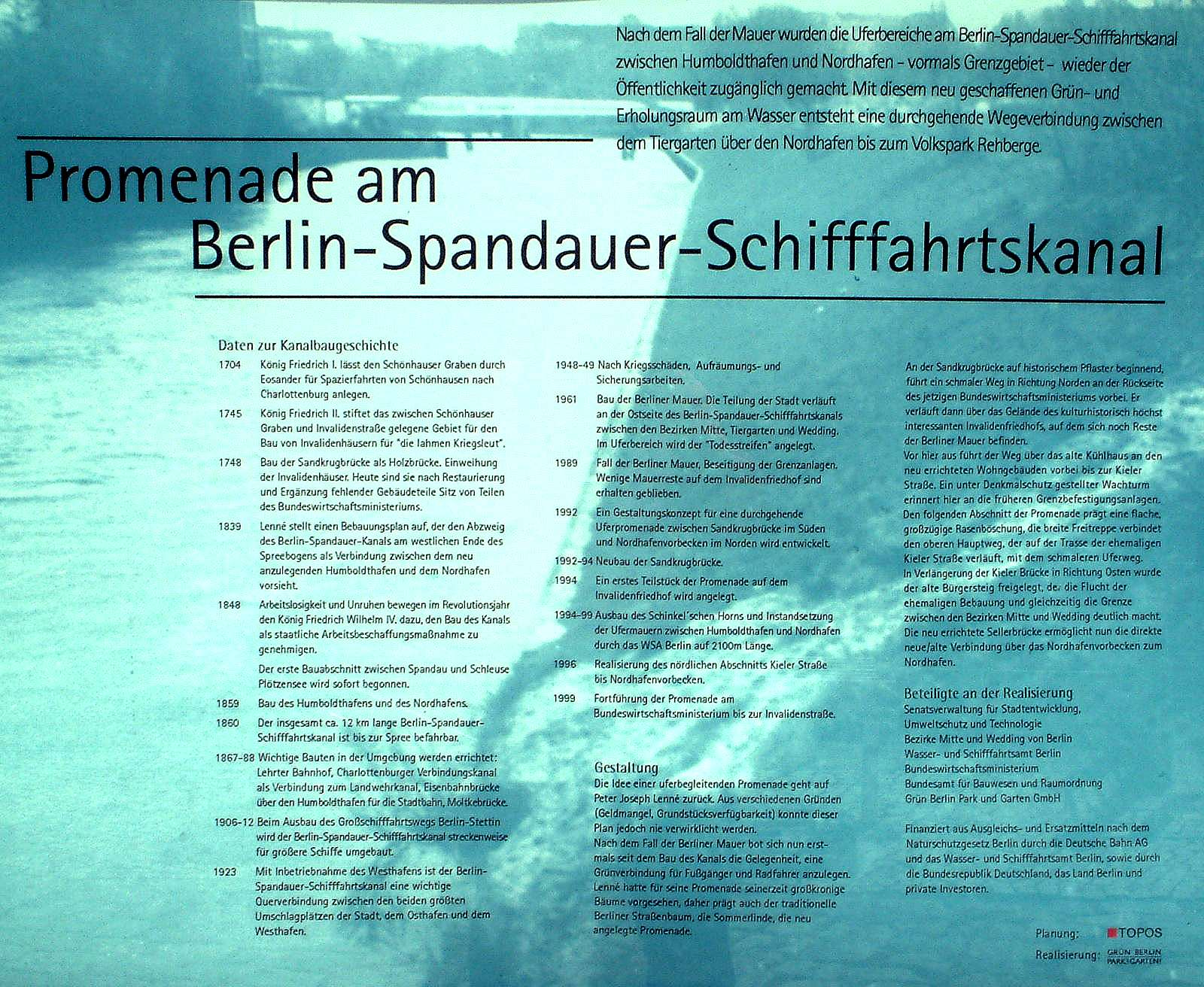
Informationstafel an der Promenade

Im Ortsteil Siemensstadt (Ortslage Gartenfeld) wurde beim Bau des Großschiffahrtweges eine enge Krümmung abgeschnitten. So wurde der Industriebereich der Siemenswerke zur Gartenfelder Insel. Zudem erfolgte die Verlegung der Mündung des Kanals direkt zur Havel; zuvor mündete er in die Kleine Malche, eine Bucht des Tegeler Sees. Der noch bestehende alte Kanalbogen ist ein Berliner Landesgewässer und wird Alter Berlin-Spandauer Schiffahrtkanal genannt, lediglich der kurze Teil zum Tegeler See wurde zugeschüttet. Von 1933 bis 1939 wurde die Havelhaltung, der Hohenzollernkanal, dreischiffig ausgebaut.
Nach 1945 wurde die Bezeichnung der Spreehaltung Berlin-Spandauer Schiffahrtkanal auch für die Havelhaltung amtlich übernommen und damit der Name Hohenzollernkanal ersetzt. Auf manchen Karten ist der in der Öffentlichkeit noch gebräuchliche Name Hohenzollernkanal in Klammern zugesetzt.
Von 1945 bis 1990 verlief entlang des Kanals zwischen der Sandkrugbrücke und der Kieler Straße die Sektorengrenze. Somit wurde das östliche Ufer durch den Bau der Berliner Mauer zum Sperrgebiet ausgebaut. Große Teile des Invalidenfriedhofs mussten dabei den Grenzanlagen weichen.

## Uferpromenade

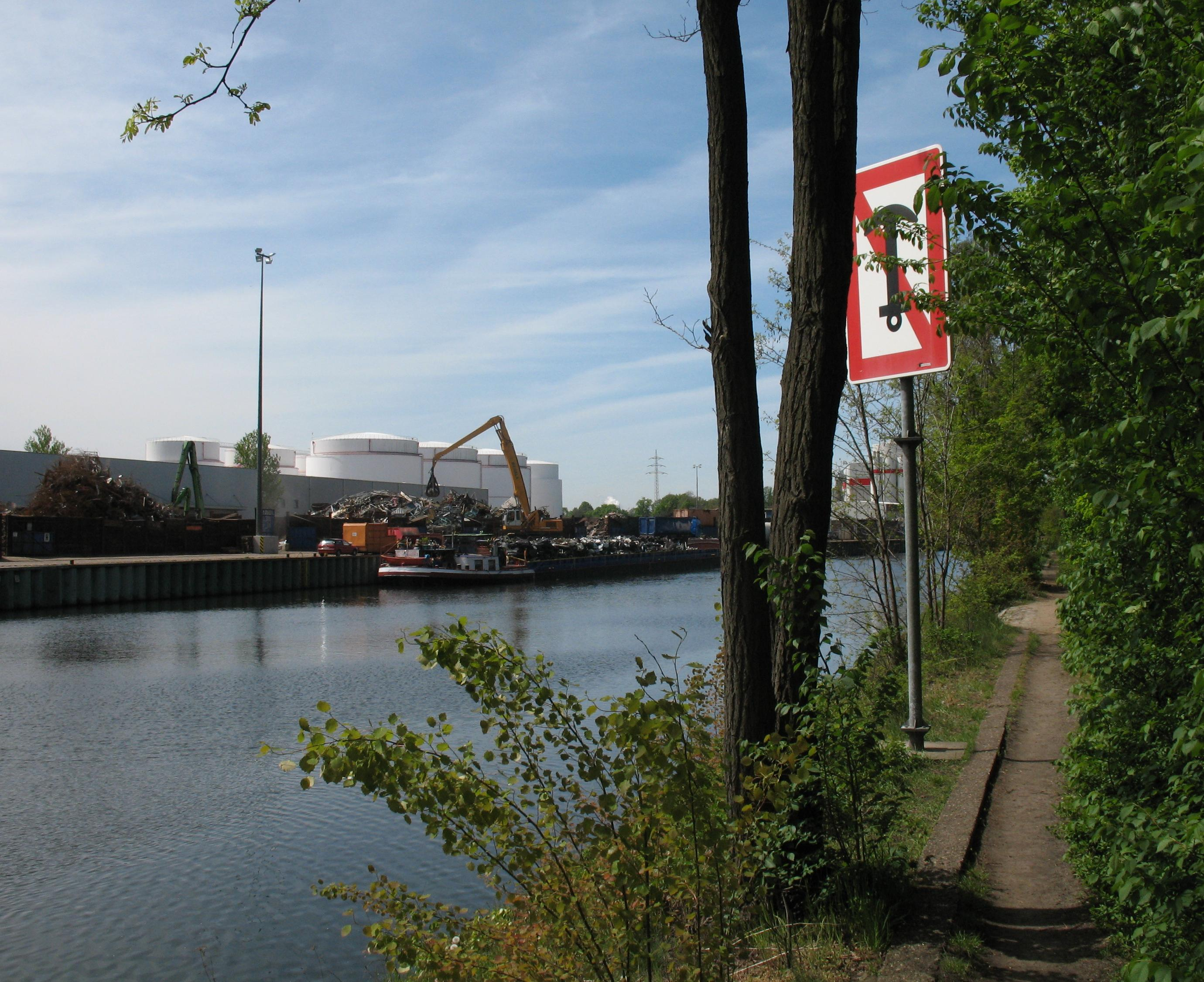
Westhafen und Nordufer

Schon die Pläne von Peter Joseph Lenné sahen entlang des Kanals eine uferbegleitende Promenade vor, aber erst 150 Jahre später wurde sie verwirklicht.
Nach der deutschen Wiedervereinigung wurde 1994 mit dem Bau einer Promenade auf dem freigewordenen, östlichen Ufer des Kanals begonnen. Die Uferpromenade führt von der Sandkrugbrücke in nördlicher Richtung an der Rückseite des Invalidenfriedhofs bis über die Kieler Straße am Nordhafen hinaus. Im Endausbau soll sie vom Großen Tiergarten bis zum Volkspark Rehberge im Ortsteil Wedding führen.
Der gegenüberliegende westliche Teil ab dem Kunstzentrum am Hamburger Bahnhof nach Westen bietet ebenfalls die Möglichkeit einer Promenade. Durch den Nordhafen begünstigt, lag hier der Eisenbahnanschluss des Lehrter und Hamburger Güterbahnhofs. Mit der Entwicklung der Transporttechnik ist er zum Containerbahnhof ausgebaut worden. Während der Zeit der Berliner Mauer befand sich hier ein großes Logistikzentrum, das den Speditionen den kurzen Weg über den Grenzübergang Invalidenstraße für den Verkehr zwischen West- und Ost-Berlin bot. Diese günstige Lage verlor nach 1989 ihren Vorteil, denn nun war es möglich, im Berliner Umland Großverkehrszentren einzurichten.

## Brücken über diesen Kanal

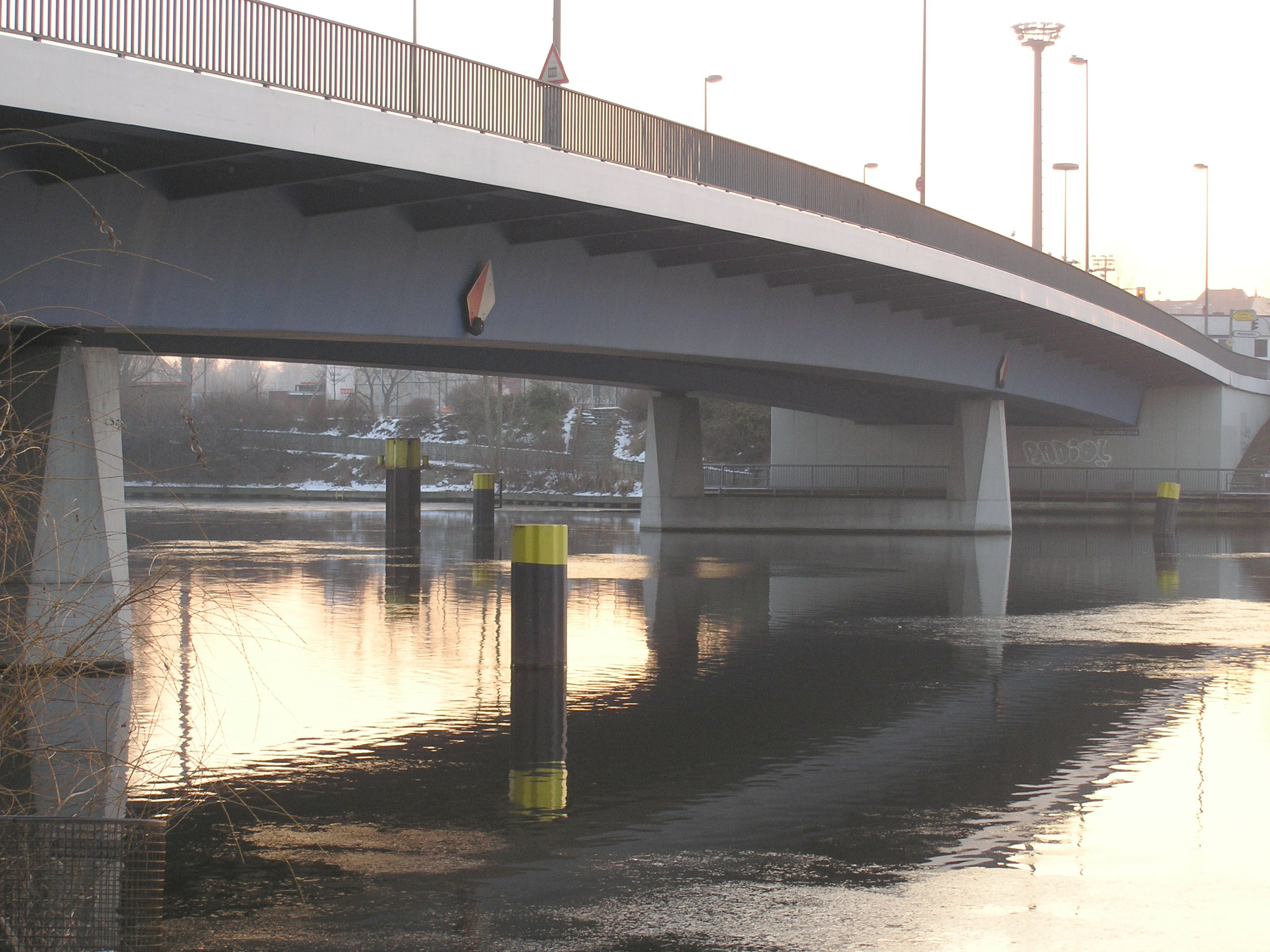
Nordhafenbrücke, Untersicht

An verschiedenen Stellen des Kanals führen Straßen und Fußwege von einem Uferbereich zum anderen. Von der Spree bis zur Schleuse Plötzensee sind das:
- Hugo-Preuß-Brücke
- Humboldthafenbrücke
- Sandkrugbrücke
- Golda-Meir-Steg
- Kieler Brücke
- Nordhafenbrücke
- Fennbrücke
- S21-Brücke
- Nord-Süd-Fernbahn-Brücke
- Berliner-Ringbahn-Brücke
- Torfstraßensteg
- Föhrer Brücke
- Nördliche Seestraßenbrücke
- ehemals: Jungfernsteg (verband den Saatwinkler Damm mit dem Nordufer)

Auf dem Abschnitt zwischen Schleuse Plötzensee und Havel:
- Hinckeldeybrücke
- General-Ganeval-Brücke
- Mäckeritzbrücke
- Tegeler Brücke
- ehemals: Saatwinkler Brücke (überführte bis nach dem Zweiten Weltkrieg die Saatwinkler Chaussee zwischen Gartenfeld und Saatwinkel; Lage)[6]
- Saatwinkler Steg